# Platypelochares petrus
Platypelochares petrus is een keversoort uit de familie dwergpilkevers (Limnichidae). De wetenschappelijke naam van de soort werd in 1999 gepubliceerd door Ribera & Hernando.